# La Martyre
La Martyre (en bretó Ar Merzher-Salaun) és un municipi francès, situat a la regió de Bretanya, al departament de Finisterre. L'any 2006 tenia 730 habitants. El seu nom fa referència al rei Salomó I de Bretanya, que hi fou assassinat.

## Demografia
| 1962                                       | 1968 | 1975 | 1982 | 1990 | 1999 |
| ------------------------------------------ | ---- | ---- | ---- | ---- | ---- |
| 518                                        | 509  | 527  | 575  | 580  | 596  |
| Des de 1962: població sense dobles comptes |      |      |      |      |      |

## Administració
| Període | Identitat        | Partit |
| ------- | ---------------- | ------ |
| 2001-   | Pierre Quelennec |        |